# Bartolomeo Beretta

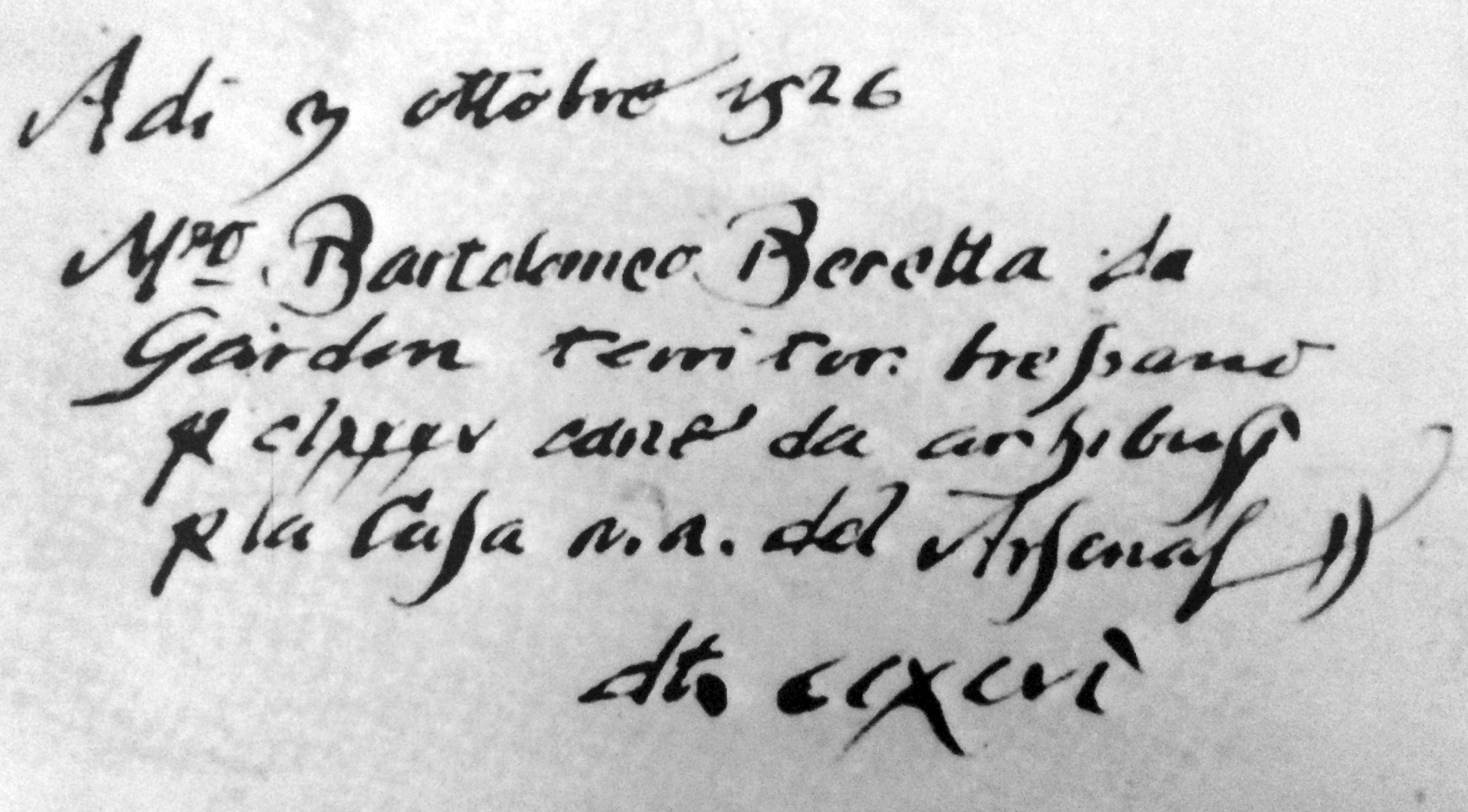
Ricevuta di pagamento del 1526 a Bartolomeo Beretta

Bartolomeo Beretta (Gardone Val Trompia, 1490 – 1565) è stato un artigiano italiano, conosciuto come maestro di canne, fondatore nel 1526 dell'attuale azienda Fabbrica d'Armi Pietro Beretta.

## Biografia
Bartolomeo Beretta divenne noto per la sua attenzione ai dettagli e fu un prolifico produttore di canne da fucile. Nel 1526 l'Arsenale di Venezia gli pagò 296 ducati per 185 canne di archibugio.
L'Enciclopedia Britannica definisce la Beretta come "una delle più antiche imprese industriali del mondo".